# Dee Dee Bridgewater

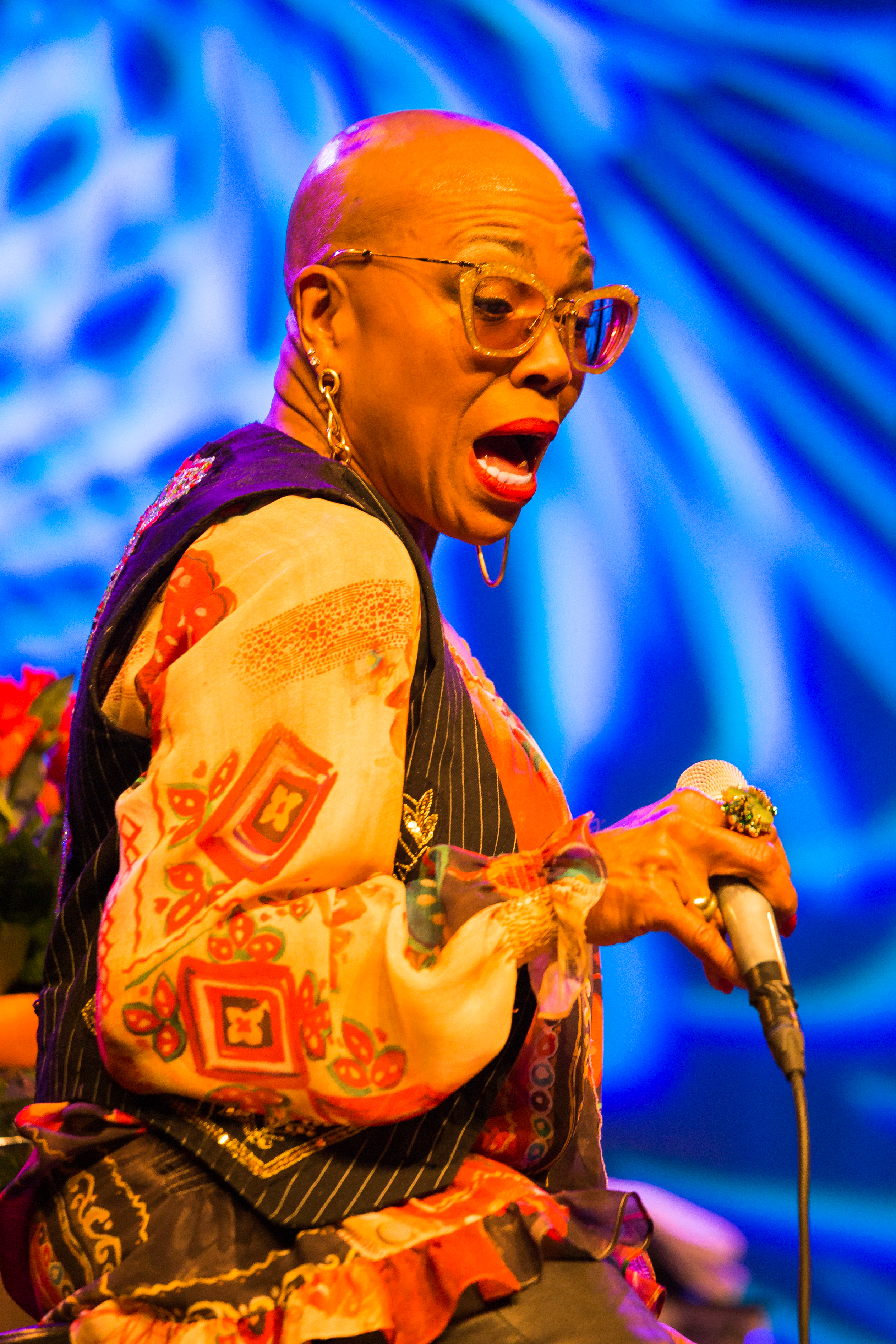
Dee Dee Bridgewater (2017)

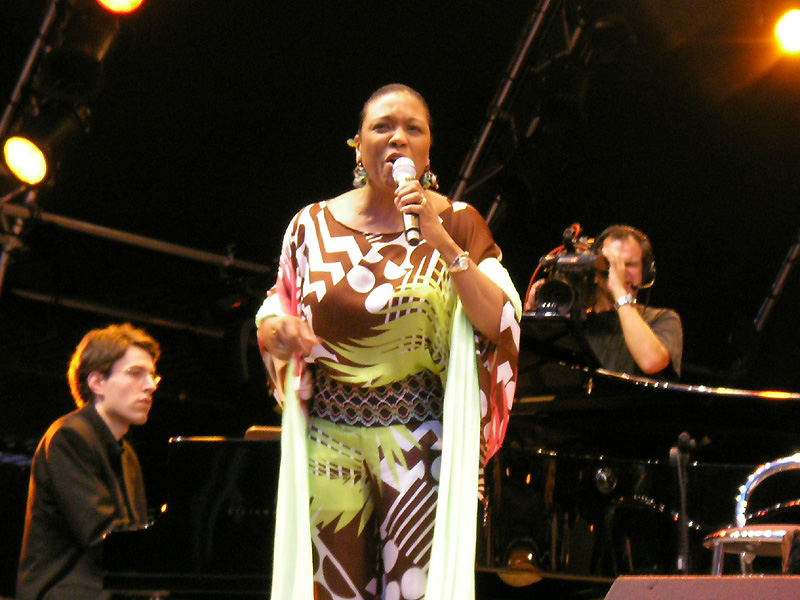
Dee Dee Bridgewater in Köln (2006)

Dee Dee Bridgewater (* 27. Mai 1950 in Memphis, Tennessee als Denise Eileen Garrett) ist eine US-amerikanische Jazzsängerin und Schauspielerin sowie zweifache Grammy-Preisträgerin.

## Leben und Wirken
Dee Dee Bridgewater wurde geboren als Denise Eileen Garrett. Bereits ihre Mutter und Großmutter waren als Sängerinnen erfolgreich. Ihr Vater, der ihr Talent förderte, war Musiklehrer und spielte als Trompeter in der Band von Dinah Washington. Ab 1966 trat Bridgewater als Soul- und Jazzsängerin in verschiedenen Clubs in Michigan auf. 1969 wurde sie von John Garvey entdeckt, der sie mit auf eine Russlandtournee nahm. In diesem Jahr lernte sie auch den Trompeter Cecil Bridgewater kennen, den sie bald darauf heiratete. Als dieser ein Engagement von Horace Silver erhielt, zog sie mit ihm nach New York City. Bridgewater sang ab 1971 vier Jahre lang als Leadsängerin bei der Thad-Jones-Mel-Lewis-Band. 1973 sang sie auf dem von Roy Ayers verantworteten Soundtrack zum Blaxploitation-Klassiker Coffy unter anderem die Leadstimme bei Coffy Baby. Von 1974 bis 1976 spielte sie am Broadway in dem Musical The Wiz mit. Für ihre Rolle als Glinda erhielt sie im Jahr 1975 den Musicalpreis Tony Award, im Jahr darauf einen Grammy für den Soundtrack zum Musical.
Ihr 1974 veröffentlichtes Debüt-Album Afro Blue erschien nur in Japan. Zwei Jahre später erschien ihr erstes, unter anderem von Gene Page und Jerry Wexler produziertes Album in den USA auf Atlantic, das ebenso wie die drei nachfolgenden Alben für Elektra Soul-, Funk- und Disco-orientiert war. Auch bei diesen Werken arbeitete Bridgewater mit prominenten Produzenten zusammen. Just Family wurde von Stanley Clarke produziert, Bad for Me von George Duke und Dee Dee Bridgewater von Thom Bell.
In den 1970er Jahren trat sie darüber hinaus gemeinsam mit Jazzgrößen wie Sonny Rollins, Dexter Gordon, Dizzy Gillespie, Clark Terry und Ray Charles auf. 1986 verließ sie die USA und ging nach Paris, wo sie die nächsten 15 Jahre lebte und ihren zweiten Ehemann kennenlernte. Heute lebt sie in der Nähe von Las Vegas. Ihre erfolgreiche Karriere als Jazzsängerin in Europa begann mit dem Album Live in Paris (1987). Sie trat bei den wichtigsten Jazzfestivals auf. Mittlerweile zählt sie zu den besten Jazzsängerinnen ihrer Generation. Ihre CD Dear Ella als Tribut an Ella Fitzgerald gewann 1997 einen Grammy. Schauspielerisch erfolgreich war Bridgewater unter anderem in dem Stück Lady Day, in dem sie Billie Holiday darstellte und in Cabaret.
Seit 1999 engagiert sich Bridgewater als UN-Botschafterin der FAO gegen den Welthunger. Ihre Tochter ist die Jazzsängerin China Moses.

## Auszeichnungen
Ihr Billie-Holiday-Tributalbum Eleanora Fagan (1915–1959): To Billie with Love from Dee Dee wurde 2011 mit dem Grammy als Bestes Jazz-Vokalalbum ausgezeichnet. 2012 erhielt sie für ihr Gesamtwerk den Edison Jazz Award, 2019 die German Jazz Trophy.

## Diskografie
- 1974: Afro Blue
- 1976: Dee Dee Bridgewater
- 1978: Just Family
- 1979: Bad for Me
- 1980: Dee Dee Bridgewater
- 1987: Live in Paris
- 1987: Victim of Love
- 1993: Live in Montreux
- 1993: Keeping Tradition (mit Thierry Eliez)
- 1995: Love and Peace: A Tribute to Horace Silver (mit Thierry Eliez)
- 1996: Prelude to a Kiss – The Duke Ellington Album
- 1997: Dear Ella (mit Thierry Eliez; DE: Gold (German Jazz Award))[5]
- 2000: Live at Yoshi’s (mit Thierry Eliez)
- 2002: This Is New
- 2004: Dee Dee Bridgewater Sings Kurt Weill Live at North Sea Jazz Festival
- 2005: J’ai Deux Amours
- 2007: Red Earth (mit Compared to What)
- 2010: Eleanora Fagan - To Billie with love from Dee Dee Bridgewater
- 2011: Midnight Sun, A Collection of Favorite Love Songs (Emarcy)
- 2015: Dee Dee Bridgewater, Irvin Mayfield & New Orleans Jazz Orchestra: Dee Dee’s Feathers (Okeh)[6]
- 2017: Memphis ... Yes, I’m Ready

## Filmografie
- 1975: Everybody Rides the Carousel (Stimme)
- 1978: The Wiz
- 1979: Das Wunder von Pittsburgh (The Fish That Saved Pittsburgh)
- 1980: Benson (Fernsehserie, eine Folge)
- 1982: Another Life (Fernsehserie)
- 1983: Night Partners (Fernsehfilm)
- 1984: Der Typ vom anderen Stern (The Brother from Another Planet)
- 1993: Highlander (Fernsehserie, eine Folge)
- 1993: Falstaff on the Moon (Kurzfilm)
- 1998: Nicht aus Liebe (Corps plongés, Fernsehfilm)
- 2007: Auf in den Westen, Lucky Luke! (Tous à l’Ouest: Une aventure de Lucky Luke, Stimme)

## Auszeichnungen
- UN-Botschafterin der Ernährungs- und Landwirtschaftsorganisation (FAO)
- Haut Conseil de la Francophonie
- Ritter des Ordre national du Mérite
- Offizier des Ordre des Arts et des Lettres

### Album
Live In Paris
- 1988: Jazz Academy Awards (Frankreich) – Billie Holiday Award für das „Best Jazz Vocal“
- 1991: Nominierung für den Grammy – „Best Jazz Vocal“

Keeping Tradition
- 1994: Django d’Or (Frankreich)
- 1994: Nominierung für den Grammy – „Best Jazz Vocal“

Love And Peace: A Tribute to Horace Silver
- 1995: Gavin Report – „Best Jazz Vocal Album“
- 1995: Swing Journal (Japan) – „Best Jazz Vocal Album“
- 1995: Jazz Academy Awards (Frankreich) – Billie Holiday Award für das „Best Jazz Vocal“
- 1995: Choc de L’Année vom Jazzman Magazine (Frankreich)
- 1996: Nominierung für den Grammy – „Best Jazz Vocal“

Dear Ella
- 1998: Grammy für das „Best Jazz Vocal Album“
- 1998: Victoires de la Musique (Frankreich) – „Best Jazz Vocal Album“
- 1998: Nominierung für den Echo als „Best Jazz Album“

Live At Yoshi’s
- 2001: Nominierung für den Grammy – „Best Jazz Vocal Album“

J’ai Deux Amours
- 2005: Nominierung für den Grammy – „Best Jazz Vocal Album“

### Schauspielerin
The Wiz
- 1975: Tony Award für „Best Featured Actress in a Musical“

Lady Day
- 1987: Nominierung für den Laurence Olivier Award (England) für „Outstanding Performance of the Year by an Actress in a Musical“

### JazzSet
- 1997: New York Festivals Gold Medal
- 1998 und 1999: New York AIR Award